# St. Pölten (Herrschaft)
Die Herrschaft St. Pölten war eine Grundherrschaft im Viertel ober dem Wienerwald im Erzherzogtum Österreich unter der Enns, dem heutigen Niederösterreich.

## Ausdehnung
Die Herrschaft, der auch die Güter Kasten und Ochsenburg angehörten sowie die Herrlichkeit Hirm, umfasste zuletzt die Ortsobrigkeit über Adlhof, Atzling, Diemannsberg, Harland, Hummelberg (am Fuße des Hobenberg), Lielach, Reichenhaag, Schauching, Schnabling, Untertiefenbach, Ahrenberg, Mitterau, Unterau, Ebersdorf, Kapellen, Katzenberg, Oberkilling, Unterkilling, Mitterkilling, Schildberg, Weisching, Baumgarten, Unterblindorf, Gwöhrt, Bach, Außerkasten, Kirnberg, Kienwasser, Kleinmannersdorf, Stallbach, Weiding, Wiegling, Dörfl bei Bischofstetten, Maxenbach, Stainigsdorf, Spratzern, Dörfl bei Ochsenburg, Harth, Ochsenburg, Steinfeld bei St. Georgen, Eggstorf, Feilendorf, Hintergrub am Hagholz, Nenndorf, Saudorf, Witzendorf, Hinterholz, Hummelberg, Kuning, 56 Häuser im Zentrum von in St. Pölten, Untersiegendorf, Ragelsdorf, Weissenkirchen, Wötzling, Dörfl bei Kasten, Kasten, Mitterfeld, Fugging, Landhausen, Hürm, Oberwagram, Unterwagram und Waitzendorf. Der Sitz der Verwaltung befand sich in St. Pölten.

## Geschichte
Letzter Inhaber der Religionsherrschaft war k. k. Religionsfonds, bis die Herrschaft infolge der Reformen 1848/1849 aufgelöst wurde.